# Toyota Corolla WRC
De Toyota Corolla WRC is een rallyauto, gebaseerd op de Toyota Corolla en ingedeeld in de World Rally Car categorie, die door Toyota werd ingezet in het Wereldkampioenschap Rally, tussen het seizoen 1997 en 1999.